# Gianmarco
Gianmarco, selten auch Gian-Marco, ist ein italienischer und rätoromanischer männlicher Vorname und die Kurzform von Giovanni Marco (Johannes Markus). Die englische Form ist „John Mark“.

## Herkunft
Der Namensbestandteil „Gian“, eine Abkürzung von Gianni (Kurzform von Giovanni, deutsch Johannes), ist im Italienischen kein selbstständiger Vorname, sondern Bestandteil von Doppelformen, wie z. B. Gianluca, Gianluigi, Giancarlo, Gianfranco, Gianluco und Gianmarco. Außerdem ist Gian Bestandteil von Namenskombinationen, z. B. Gian Lorenzo. Marco ist ebenfalls ein italienischer männlicher Vorname, der abgeleitet ist vom lateinischen Vornamen Marcus; die deutsche Form ist Markus. Zur Herkunft und Bedeutung von Markus siehe hier.

## Namensträger
- Gianmarco Raimondo (* 1990), kanadischer Rennfahrer
- Gian-Marco Schmid (Gimma; * 1980), Schweizer Rapper
- Gianmarco Zigoni (* 1991), italienischer Fußballspieler